# Georg Goebel
Georg Goebel (* 1. April 1909 in Boppard; † 7. Oktober 1987 ebenda) war ein deutscher Chorleiter und Komponist.

## Leben
1927 nahm Goebel ein Studium der Schulmusik und Germanistik an der Universität Köln auf. In seiner pianistischen Ausbildung orientierte er sich nach eigener Aussage an großen Vorbildern wie Edwin Fischer und Wilhelm Kempff. Als Studienrat unterrichtete er Musik und Deutsch in Lübeck an der Oberschule zum Dom. Er gründete dort nach dem Zweiten Weltkrieg die Lübecker Knabenkantorei.
Im Jahre 1961 wurde er als Nachfolger von Kirchenmusikdirektor Adolf Wieber zum Leiter des Knabenchors Laubacher Kantorei berufen. Diesen Chor leitete er mit großem Erfolg bis zu seiner Pensionierung im Jahre 1971.
Seinen Ruhestand verbrachte Goebel in seiner Heimatstadt Boppard. Dort arbeitete er an einer systematischen "Chorischen Stimmbildung" und schrieb für vielfältige Besetzungen inspirierte und zeitgemäße geistliche und weltliche Gebrauchsmusik, die zum Teil bei den Musikverlagen Tonger und Fidula verlegt wurde.
Besonders zu erwähnen ist die Vertonung des Gedichtzyklus "Die 13 Monate" von Erich Kästner für vierstimmigen gemischten A-cappella-Chor, welche am 26. März 1980 vollendet wurde. Ein schwerer Schlaganfall setzte dem kompositorischen Schaffen ein plötzliches Ende. Eine Vertonung des 13. Monats war wohl nicht vorgesehen. Die erfolgreiche Uraufführung des Zyklus durch den von Jan Hoffmann (Stadttheater Gießen) geleiteten "Kammerchor Gießen-Wetzlar" fand statt am 9. April 2011 in der Ev. Stadtkirche zu Laubach anlässlich des Jahrestreffens des "Freundeskreises Ehemaliger Singalumnen". In Vertretung des verhinderten Udo Samel (Burgtheater Wien und ehemaliger Laubacher Kantorist) übernahm Roman Kurtz (Gießen) die Rezitation der Kästnerschen Gedichte.

## Werke
- Die 13 Monate für vierstimmigen gemischten Chor (a cappella) (Vertonung des Gedichtzyklus von Erich Kästner). Herausgegeben von Hans-Martin Schlöndorf, HMS-Verlag, Langgöns 2009.

## Quelle
- Anmerkungen des Herausgebers "Die 13 Monate" Hans-Martin Schlöndorf, Langgöns 2009.